# Gammel Rye Mølle
Gl. Rye Mølle er en hollandsk vindmølle i byen Gammel Rye i Skanderborg Kommune. Vindmøllen er forsynet med galleri, hvorfra den krøjes manuelt. Møllen er opført i 1872 på et fundament af kampesten. Undermøllen er grundmuret og overmøllen er en ottekantet trækonstruktion, som er beklædt med spån. Hele møllekroppen er hvidmalet. Vingerne har hækværk til påsætning af sejl. Hatten er løgformet og beklædt med pap. Den er opført som kornmølle og udbygget med et savværk i 1924. I 1965 tilføjede ejeren kornsiloer og et anlæg til tørring af kornet. Virksomheden blev i 1980 solgt til et kornfirma, som udlejede den. Superfos opkøbte Hedegaards virksomhed i 1982 og lukkede den erhvervsmæssige drift af bygningerne i 1984. I 1988 købte et møllelaug, som var oprettet af nogle beboere, møllen med henblik på at etablere et museum. Museet på Gammel Rye Mølle blev åbnet den 5. maj 1990. 1991 blev Museet for træskohåndværk flyttet til Gammel Rye Mølle, som er ejet af  Skanderborg Kommune. Møllens inventar blev registreret i 1960 og fremstår stadig næsten komplet bl.a. med kværn og valse samt den dieselmotor, som blev benyttet i savværket fra 1931.
Træskomuseet, som er indrettet i et af møllens magasiner, er etableret for at markere, at man på egnen udnyttede træhugst i skovene ved Silkeborg til at producere træsko om dagen. Der blev i 1800-tallet eksporteret mere end 186.000 par træsko. Museet udstiller endvidere ’’ Petrine’’, der er et skelet af en kvinde, som blev levende begravet på galgebakken i 1500-tallet, fordi det ikke sømmede sig at henrette en kvinde ved hængning. Hun havde en spand over hovedet for at undgå, at hun fik sand i munden. Skelettet blev udgravet i 1944 og dateret ved kulstof 14 metoden.
På Museet kan man endvidere se en udstilling om Rye Flyveplads ved Salten Langsø, som blev besat af tyskerne under besættelsen og som fra 1945 til 1948 var flygtningelejr for mere end 10.000 tyske flygtninge. Desuden vises særudstillingen ”Kunst bag pigtråd” med billeder, som to tyske krigsflygtninge malede under deres ophold i Rye-lejren.